# Annona holosericea
Annona holosericea este o specie de plante angiosperme din genul Annona, familia Annonaceae, descrisă de William Edwin `Ned' Safford. Conform Catalogue of Life specia Annona holosericea nu are subspecii cunoscute.